# Mauricio Muñoz Burgos
Mauricio Muñoz es un ingeniero comercial y político chileno, fue gobernador de la provincia de Antofagasta en el primer gobierno de Sebastián Piñera Echenique y actualmente es el Administrador Regional de la región de Antofagasta.
Estudió ingeniería comercial de la Universidad Católica del Norte, sede Antofagasta. Profesionalmente, ha asesorado a diversas empresas en el desarrollo de estrategias de negocios, marketing y oportunidades Comerciales. 
Entre octubre de 2010 y mayo de 2012, se desempeñó como jefe de gabinete del Intendente de Antofagasta, encargado de la coordinación de Secretarías Regionales Ministeriales y Direcciones Regionales.
En agosto de 2013 fue nombrado gobernador de la provincia de Antofagasta por el presidente Sebastián Piñera, y en 2019, durante el segundo gobierno del mandatario, fue designado Administrador Regional en el marco de la modernización regional que plantea la Ley 21.074.
- Datos: Q85874589